# Randolph (Name)
Randolph ist ein hauptsächlich im englischen Sprachraum vorkommender Vor- und Familienname.

## Herkunft und Bedeutung
Der Vorname ist eine Variante des männlichen Vornamens Randolf; dieser stammt aus dem Althochdeutschen. Folgende Bedeutungen sind möglich: rant für Schild und wolf für Wolf.
Randolph als Familienname ist ein Patronym und bedeutet Sohn des Randolph.

## Namensträger

### Vornamen
- Randolph Alles (* 1954), US-amerikanischer Regierungsbeamter
- Randolph Bourne (1886–1918), amerikanischer Publizist
- Randolph Caldecott (1846–1886), britischer Illustrator, Maler und Modelleur
- Randolph Churchill (1849–1895), britischer konservativer Politiker, Vater von Winston Churchill
- Randolph Frederick Churchill (1911–1968), britischer Journalist und Politiker, Sohn von Winston Churchill
- Randolph Hombach (* 1943), deutscher Boxer
- Randolph Lucas (1929–2020), britischer Philosoph
- Randolph Mantooth (* 1945), US-amerikanischer Schauspieler
- Randolph Quirk, Baron Quirk (1920–2017), britischer Sprachwissenschaftler, Politiker und Life Peer
- Randolph Rose (* 1954), deutscher Sänger und Schauspieler
- Randolph Scott (1898–1987), US-amerikanischer Filmschauspieler
- Randolph Thenu (* 1986), indonesisch-niederländischer Fußballspieler
- Randolph West (1890–1949), US-amerikanischer Hämatologe

### Familiennamen
- Agnes Randolph († 1369), schottische Adelige
- Alex Randolph (1922–2004), US-amerikanischer Spieleerfinder
- Asa Philip Randolph (1889–1979), US-amerikanischer Bürgerrechtler
- Anthony Randolph (* 1989), US-amerikanischer Basketballspieler
- Barbara Randolph (1942–2002), US-amerikanische Sängerin
- Benjamin Franklin Randolph (1808–1871), US-amerikanischer Mediziner, Physiker, Farmer und Politiker
- Bernard Randolph (um 1643–nach 1689), englischer Kaufmann und Autor zweier Bücher über Griechenland
- Beverley Randolph (1765–1797), US-amerikanischer Politiker
- Bill Randolph (* 1953), US-amerikanischer Schauspieler und Grafik-Designer
- Boots Randolph (1927–2007), US-amerikanischer Saxophonist
- Charles Randolph (* 1982), US-amerikanischer Drehbuchautor und Produzent
- Da’Vine Joy Randolph (* 1986), US-amerikanische Musicaldarstellerin und Schauspielerin
- Darren Randolph (* 1987), irischer Fußballspieler
- Edmund Randolph (1753–1813), US-amerikanischer Staatsanwalt und Politiker
- George Wythe Randolph (1818–1867), US-amerikanischer Anwalt und Politiker
- Grace Randolph (* 1987), US-amerikanische Comicautorin und Webvideoproduzentin
- Jacob Hackenburg Griffiths-Randolph, ghanaischer Jurist und Politiker
- James F. Randolph (1791–1872), US-amerikanischer Politiker
- James Henry Randolph (1825–1900), US-amerikanischer Politiker
- Jane Randolph (1915–2009), US-amerikanische Schauspielerin
- Jennings Randolph (1902–1998), US-amerikanischer Politiker
- John Randolph (eigentlich Emanuel Hirsch Cohen; 1915–2004), US-amerikanischer Schauspieler
- John Randolph, 3. Earl of Moray (1306–1346), schottischer Adliger
- John Randolph of Roanoke (1773–1833), US-amerikanischer Politiker
- Joseph Fitz Randolph (1803–1873), US-amerikanischer Politiker
- Joyce Randolph (1924–2024), US-amerikanische Schauspielerin
- Laurie Randolph (1950–2021), US-amerikanische klassische Gitarristin, Gambistin und Musikpädagogin
- Leo Randolph (* 1958), US-amerikanischer Boxer
- Lillian Randolph (1898–1980), US-amerikanische Sängerin und Schauspielerin
- Luther Randolph (1935/36–2020), US-amerikanischer R&B-Musiker und Produzent
- Lynn Randolph (* 1938), US-amerikanische Künstlerin, Feministin und Menschenrechtsaktivistin
- Marc Randolph (* 1958), US-amerikanischer Unternehmer, Co-Gründer von Netflix
- Mark F. Randolph (* 1951), britisch-australischer Bauingenieur
- Martha Jefferson Randolph (1772–1836), US-amerikanische First Lady
- Mary Randolph (1762–1828), US-amerikanische Autorin
- Meriwether Lewis Randolph (1810–1837), US-amerikanischer Pflanzer, Spekulant und Politiker
- Michelle Randolph (* 1997), US-amerikanische Schauspielerin
- Mouse Randolph (Irvin Randolph; 1909–1997), US-amerikanischer Trompeter
- Paschal Beverly Randolph (1825–1875), amerikanischer Arzt, Okkultist und Autor
- Peyton Randolph (1721–1775), US-amerikanischer Politiker, Präsident des Kontinentalkongresses
- Peyton Randolph (Gouverneur) (1779–1828), US-amerikanischer Politiker (Virginia)
- Randy Randolph, Spitzname von Zilner Randolph (1899–1994), US-amerikanischer Jazztrompeter
- Randy Randolph, ein Künstlername von Boots Randolph (1927–2007), US-amerikanischer Saxophonist
- Shavlik Randolph (* 1983), US-amerikanischer Basketballspieler
- Theodore Fitz Randolph (1826–1883), US-amerikanischer Politiker
- Thomas Randolph, 1. Earl of Moray († 1332), schottischer Adliger, Staatsmann und Diplomat
- Thomas Randolph, 2. Earl of Moray († 1332), schottischer Adliger und Militärführer
- Thomas Randolph (Chamberlain) († nach 1296), schottischer Adliger und Minister
- Thomas Randolph (Dichter) (1605–1635), englischer Dichter und Dramatiker
- Thomas Jefferson Randolph (1792–1875), US-amerikanischer Politiker und Offizier
- Thomas Mann Randolph (1768–1828), US-amerikanischer Politiker
- Zach Randolph (* 1981), US-amerikanischer Basketballspieler
- Zilner Randolph (1899–1994), US-amerikanischer Jazzmusiker